# Козловский, Ондржей
Ондржей Козловский (чеш. Ondřej Kozlovský, 15 сентября 1982, Пршеров) — чешский бобслеист, разгоняющий, выступал за сборную Чехии с 2007 года по 2011-й. Участник зимних Олимпийских игр в Ванкувере, неоднократный победитель национального первенства, участник многих этапов Кубков Европы и мира.

## Биография
Ондржей Козловский родился 15 сентября 1982 года в городе Пршеров, Оломоуцкий край. Активно заниматься бобслеем начал в 2007 году, уже в возрасте двадцати пяти лет, сразу же прошёл отбор в национальную команду и в ноябре дебютировал в Кубке Европы, на этапе в австрийском Иглсе занял в четвёрках двадцать девятое место. Из-за высокой конкуренции долгое время не мог пробиться в основной состав сборной и вынужден был выступать на менее значимых второстепенных соревнованиях. В следующем сезоне всё-таки выбился в основу и стал ездить на крупнейшие международные старты, хотя в двадцатку сильнейших попадал далеко не всегда. В заездах Кубка мира впервые поучаствовал в ноябре 2008 года, финишировал на трассе немецкого Винтерберга двадцать пятым. В декабре 2009 года на этапе в Альтенберге впервые попал в двадцатку сильнейших экипажей, добравшись с четвёркой до девятнадцатой позиции.
Благодаря череде удачных выступлений удостоился права защищать честь страны на зимних Олимпийских играх 2010 года в Ванкувере, в составе четырёхместного экипажа пилота Яна Врба расположился в итоге на шестнадцатой строке. После этих соревнований занимался бобслеем ещё в течение одного сезона, но без серьёзных достижений, так, на Кубке Европы лучший его результат — четырнадцатое место в четвёрках на этапе в швейцарском Санкт-Морице. Несколько следующих заездов получились крайне неудачными, Козловский со своей командой не попадал даже в тридцатку, поэтому вскоре, не дождавшись окончания сезона 2011/12, принял решение завершить карьеру профессионального спортсмена, уступив место молодым чешским разгоняющим.